# Ostermeyer
Ostermeyer ist ein deutscher Familienname.

## Herkunft und Bedeutung
Ostermeyer ist eine Variante des Familiennamens Meier.

## Varianten
- Ostermaier, Ostermair, Ostermayer, Ostermayr, Ostermeier

## Namensträger
- Elisabeth Ostermeyer (* 1929), deutsche Turnerin, siehe Elisabeth Schmidt (Turnerin)
- Friedrich Richard Ostermeyer (1884–1963), deutscher Architekt
- Helmut Ostermeyer (1928–1984), deutscher Richter und Sachbuchautor
- Kilasu Ostermeyer (* 1997), thailändische Badmintonspielerin
- Micheline Ostermeyer (1922–2001), französische Leichtathletin und Pianistin
- Peter Ostermeyer (* 1943), deutscher Schachmeister
- Wilhelm Ostermeyer (1918–1996), deutscher Maler